# Kanaal Elisabethpolder
Het Kanaal Elisabethpolder is een uitwateringskanaal ten oosten van Biervliet.
Dit uitwateringskanaal werd gegraven in 1866, tegelijk met de aanleg van de Elisabethpolder. Het liep van Biervliet naar de Braakman, waar een spuisluis werd gebouwd. Einde 19e eeuw begon de uitwatering door verzanding te verslechteren.
In 1925 werd daarom een gemaal gebouwd, het eerste in Zeeuws-Vlaanderen. Dit was een elektrisch gemaal. Hoewel men in uitbreiding van dit gemaal voorzag, is het daar nimmer van gekomen. In 1969 werd het gesloten, daar het water sindsdien in noordelijke richting via het Uitwateringskanaal Nol Zeven naar een spuisluis in de Hoofdplaatpolder werd geleid. Het kanaal Elisabethpolder werd sindsdien niet meer voor uitwatering gebruikt en het loopt, sinds de dijkverzwaringen, tegenwoordig dood voor de kust.